# Hubert Védrine
Hubert Védrine (ur. 31 lipca 1947 w Saint-Silvain-Bellegarde w departamencie Creuse) – francuski historyk i polityk, były minister spraw zagranicznych.

## Życiorys
Kształcił się w zakresie historii, następnie ukończył studia w Instytucie Nauk Politycznych w Paryżu oraz (w 1974) szkołę administracji École nationale d’administration.
Pracował jako urzędnik w Ministerstwie Kultury, następnie w Ministerstwie Spraw Zagranicznych. Od 1977 do 1995 był radnym Saint-Léger-des-Vignes. W latach 1981–1988 pełnił funkcję doradcy ds. dyplomatycznych przy prezydencie François Mitterrandzie. Przez następne trzy lata był jego rzecznikiem, później do 1995 zajmował stanowisko sekretarza generalnego administracji prezydenckiej.
W latach 1997–2002 sprawował urząd ministra spraw zagranicznych w rządzie Lionela Jospina. Pełniąc tę funkcję, użył i następnie spopularyzował określenie hipermocarstwo (l'hyperpuissance) dla opisania współczesnej pozycji Stanów Zjednoczonych. Po dymisji wycofał się z działalności politycznej, powracając do pracy akademickiej.
Odznaczony m.in. Krzyżem Wielkiego Oficera Orderu Gwiazdy Rumunii (1999), Krzyżem Komandorskim z Gwiazdą Orderu Zasługi Rzeczypospolitej Polskiej (2000) i kosowskim Order Wolności (2004).

## Wybrane publikacje
- Mieux aménager sa ville, Éditions du moniteur, 1979
- Les mondes de François Mitterrand – À l’Elysée de 1981 à 1995, Fayard, 1996
- L'hyperpuissance américaine, Fondation Jean Jaurès, 2000
- Les cartes de la France à l’heure de la mondialisation, Fayard, 2000
- Entretiens avec Rony Brauman, Fremeaux et associés, 2003
- Face à l'hyperpuissance, Fayard, 2003
- Multilatéralisme: une réforme possible, Fondation Jean Jaurès, 2004
- François Mitterrand. Un dessein, un destin, seria „Découvertes Gallimard” (nr 483), Gallimard, 2006